# Mohamed Belkheïra
Mohamed Belkheïra, (en arabe : محمد بلخيرة), né le 4 novembre 1957 à Oran, est un footballeur international algérien, devenu ensuite entraîneur. Il joue au poste de défenseur du milieu des années 1970 à la fin des années 1980 principalement dans les rangs de l'ASM Oran. Il compte 11 sélections en équipe d'Algérie entre 1982 et 1984.
Il est actuellement entraîneur de l'USM Oran.

## Biographie
Né d'une famille sportive, surtout de footballeurs, son père était un ancien footballeur ainsi que son oncle, ou ses cousins Senoussi Medjahed, ou encore le plus célèbre Miloud Hadefi. Il débute en 1972 aux cadets avec le MC Oran pour rejoindre une année plus tard son club de toujours, l'ASM Oran. Il finit sa carrière avec l'ES Mostaganem dans les années 1980.
Avec l'équipe nationale, il est parmi les rares joueurs à avoir été sélectionné dans toutes les catégories (cadets, juniors, espoirs, militaires) avant de rejoindre l'équipe A en 1982 avec qui il dispute les Jeux méditerranéens 1983 de Casablanca.
Au début des années 1990, il se convertit en entraîneur avec un diplôme qui lui vaut une licence CAF.

## Palmarès

### En club
- Finaliste de la Coupe d'Algérie en 1981 et 1983 avec l'ASM Oran

### Avec l'équipe d'Algérie
- Participation aux Jeux méditerranéens 1983 à Casablanca[2].
- 11 sélections en équipe nationale (plus 7 matchs d'application)[3].